# Emex australis
Emex australis, és una espècie de planta herbàcia poligonàcia. És una mala herba a Àrica del Sud i Austràlia.
És una planta medicinal a la medicina tradicional africana